# Johan Nicolai Madvig
Johan Nicolai Madvig, född den 7 augusti 1804 i Svaneke på Bornholm, död den 12 december 1886, var en dansk filolog och statsman. 

## Biografi
Madvig blev student 1820 samt tog 1825 filologisk ämbetsexamen med utmärkelse och 1826 magistergraden. Samma år förordnades han till docent och 1828 till lektor vid universitetet, tog samma år doktorsgraden och blev 1829 professor i klassisk filologi. 
Åren 1832–1848 var han därjämte universitetsbibliotekarie och 1848–1874 undervisningsinspektör för de lärda skolorna. Vid sin professur kvarstod han, om man bortser från de tre år (1848–1851), då han var minister, ända till synförmågans avtagande tvang honom att dra sig tillbaka, 1879. Han blev 1835 ledamot av Videnskabernes selskab och var sedan 1867 dess president, sedan 1876 dessutom ordförande i Carlsbergfondens styrelse. 
Redan i sina första avhandlingar, för magister- och doktorsgraderna: Emendationes in Ciceronis libros De legibiis et Academica (1826) samt De Q. Asconii Pediani ... in Ciceronis Orationes commentariis disputatio (1828), visade han sig som skarpsinnig textkritiker och uppställde regler för en strängt vetenskaplig behandling av de gamla handskrifterna. 
Han genomförde sitt system i senare arbeten, såsom i Madvigii ad Jo. Casp. Orellium epistola critica (1828), innehållande textförbättringar till Ciceros tal mot Verres, samt upplagor av Ciceros Orationes selectæ duodecim (1830; 8:e upplagan 1899), Cato major et Lælius (1835) och De finibus bonorum et malorum (1839; 3:e upplagan 1876), vilken sistnämnda på grund av sin omfattande kritiska och exegetiska kommentar måste räknas som hans främsta arbete på detta område. 
Senare ägnade Madvig även Titus Livius kritisk behandling, i de ypperliga Emendationes livianæ (1860; 2:a upplagan 1877) och den därpå grundade upplagan av Livius (1861–1866, ny upplaga 1873–1880; tillsammans med J. L. Ussing). Dessutom bistod han beredvilligt yngre forskare i deras kritiska arbeten och lämnade viktiga bidrag till textens förbättrande i den nya upplagan av Saxo Grammaticus (1839). 
Frukterna av sina kritiska studier beträffande andra forntidsförfattare, både grekiska och latinska, nedlade han i Adversaria critica (band 1–2, 1871–1873; band 3, 1884). Vid sidan därav utövade Madvig omfattande verksamhet som universitetslärare samt behandlade i denna egenskap på ett klart och väckande sätt fornstudiets olika sidor, den rent litterära och arkeologiska såväl som den grammatiska, jämte språkvetenskap i allmänhet. En serie smärre latinska avhandlingar är samlade i Opuscula academica (2 band, 1834–1842; ny upplaga 1887). 
Bland hans övriga arbeten må nämnas Om Kjønnet i Sprogene (1835), Om Sprogets Væsen, Udvikling og Liv (1842) och Om de grammatikalske Betegnelsers Tilblivelse og Væsen (1856–1857), vartill kommer ett av hans allra främsta verk, Latinsk Sproglære (1841; 10:e upplagan 1907), som ger en skarpare och noggrannare framställning av de grammatiska fenomenen än någon föregående språklära och som även i utlandet väckt stor uppmärksamhet. Den är översatt till tyska, franska, engelska, italienska, holländska, portugisiska, nygrekiska och ryska. 
Även Græsk Ordføiningslære (1846; 2:a upplagan 1857) fick stor användning samt översattes till tyska, franska, engelska och holländska. Sina mindre språkliga avhandlingar utgav han på tyska under titeln Kleine philologische Schriften (1875). Till Madvigs mest betydande verk hör slutligen Den romerske Stats Forfatning og Forvaltning (1881–1882), översättning till tyska och franska.
Även i det politiska livet intog Madvig en framstående plats. Sitt inträde där gjorde han 1848, då han inlade en djärv protest mot den orättvisa, som den bebådade helstatsförfattningen (28 januari) skulle tillfoga danska folket genom att i ständerförsamlingen likställa Slesvig-Holstein med konungariket, oaktat det senares betydligt större folkmängd (som 3 till 2). I oktober samma år invaldes Madvig i den grundlagstiftande riksförsamlingen samt blev i november kyrko- och undervisningsminister. 
Som sådan tog han en viktig del i grundlagens utarbetande, men sökte förgäves i regeringen vinna gehör åt tanken på Slesvigs delning som en gärd av rättvisa mot de tyska slesvigarna. (Först 1883 offentliggjorde Madvig sin hemställan till ministären av den 13 oktober 1850 angående Slesvigs delning som den även för Danmark önskligaste lösningen; han hade hoppats, att kriget 1864 skulle resulterat häri, men det förverkligades först 1920.) År 1850 genomförde han en ny ordning för de lärda skolorna. Till folkskoleväsendets omdaning hann Madvig inte göra mera än ett utkast. 
I december 1851 måste han nämligen avgå från sin ministerpost, men kvarstod som medlem av folketinget till 1853 och var dess talman 1852–1853. Han röstade mot arvföljdslagen, sedan han utan framgång försökt mäkla mellan de olika åsikterna. År 1853 inträdde han i landstinget, där han, med ett kort avbrott, 1854–1855, hade säte till 1874 och spelade en mycket viktig roll. 
I augusti 1854 undanbad Madvig sig en kunglig utnämning till medlem av riksrådet, men lät välja sig därtill 1856. Till 1863 var han dess av konungen utnämnde president, ett värv, som han utförde med stor duglighet och opartiskhet. Därjämte var han ledamot av riksrådslandstinget 1864–1866 samt av de båda stora kyrkokommittéerna 1854 och 1868. 
Även deltog Madvig vid flera tillfällen med viktiga flygskrifter i den offentliga diskussionen. Så till exempel 1859, då han uppträdde mot den holsteinska ständerförsamlingens, av greve Sponneck understödda, begäran om en ny helstatsförfattning med "kurieomröstning" (lika röst för varje landskap utan hänsyn till storleken), varigenom konungariket Danmark skulle lidit en ännu större orättvisa än den, som var detsamma tilltänkt 1848. 
Efter förlusten av Sønderjylland (1864) utvecklade Madvig med stor bestämdhet i Den nationale politik og det danske monarki, att orsaken till Danmarks olycka låg däri, att man inte tidigt nog och allvarligt nog aktat på den nationella synpunkten. Kort därefter avrådde han kraftigt från varje tanke på en personalunion mellan konungariket och ett tyskt Slesvig-Holstein. 
År 1876 tog Madvig med värme till orda för anläggandet av fästningsverk, och 1882 hävdade han med styrka mot sina gamla partivänner folketingets rätt att avslå bevillningar och landstingets vanmakt gentemot ett sådant avslag (den så kallade "nejteorin"), varjämte han 1885 inlade sin protest mot uppsättande av värvade kårer och anläggning av fästningsverk utan laglig grund. 
Madvig blev 1852 etats- och 1856 konferensråd samt vid Köpenhamns universitets jubelfest 1879 (han var då för sjätte gången universitetets rektor) riddare av Elefantorden, vilket medför rang av geheimekonferensråd. Vid samma tillfälle blev han juris hedersdoktor. År 1874 restes i hans födelseort ett minnesmärke till hans ära, och 1887 avtäcktes hans byst framför universitetet. Hans efterlämnade Livserindringer utkom 1887.